# Mesoleptus melanocerus
Mesoleptus melanocerus là một loài tò vò trong họ Ichneumonidae.